# Miridae
Miridae Hahn, 1833 су породица стеница (Heteroptera), уједно и најбројнија породица из ове групе инсеката.

## Опште одлике
Народни назив за ову породицу стеница је "ливадске" стенице. Дужина тела представника ове породице варира од 2 до 15 mm. Боја тела веома варира у зависности од станишта које насељавају. Облик тела је веома различит од једноставног овалног до изразито мирмекоморфног. Од свих Heteroptera само Miridae имају трихоботрије на мезо и мета фемурима. Представници ове породице показују већу варијабилност у претарзалним структурама него било која друга породица стеница, који су од  значаја за класификацију. 
Већина Miridae које живе у умереном климатском региону имају једну генерацију годишње. Презимљавају у стадијуму јајета и специфичне су за одређеног домаћина. Еклозије се обично јављају у пролеће код фитофагних врста и повезане су са периодом развића и често цветањем биљке домаћина. Грабљиве врсте обично имају животни циклус који је синхронизован са животним циклусом најомиљеније врсте плена и календарски се јављају касније од фитофагних врста. Код највећег броја врста из ове породице животни циклус не траје дуже од шест недеља. Уобичајено је да пролазе кроз 5 стадијума ларви (нимфи) иако их понекад има само 3. Трансформација у одраслу једнику се одвија 15 до 30 дана од еклозије. Занимљиво је да се сматра да се једна врста размножава партеногенетски, пошто су мужјаци екстремно ретки - Campyloneura virgula. Јаја се полажу у унутрашњост свежег или старог биљног ткива тако да извирују само "рогови" за дисање. У областима са умереном климом, оне врсте које имајувише од једне генерације годишње често презимљавају у стадијуму одрасле јединке, на пример представници рода Lygus Hahn.

Врсте одређеног рода ове фамилије су често повезане са одређеним родом или породицом биљака. На пример Stenodemini на травама, Platylygus Van Duzee на боровима. Хране се скоро искључиво на свежeм лишћем, цветовима или плодовима. Неке врсте могу бити биволтне и монофагне (на пример Adelphocoris) или мултиволтне и полифагне (Lygus). За неке врсте се сматра да су олигофагне, на пример представници Dicyphina.
Неке од врста из породице Miridae које се срећу у Србији су:
- Pilophorus perplexus Douglas & Scott 1875[6]
- Hoplomachus thunbergii (Fallen 1807)[7]
- Harpocera hellenica Reuter 1876[8]
- Cremnorrhinus basalis Reuter 1880[9]
- Lygus punctatus (Zetterstedt 1838)[10]
- Alloeonotus egregius Fieber 1864[11]
- Deraeocoris ruber (Linnaeus 1758)[12]